# Anii 1010

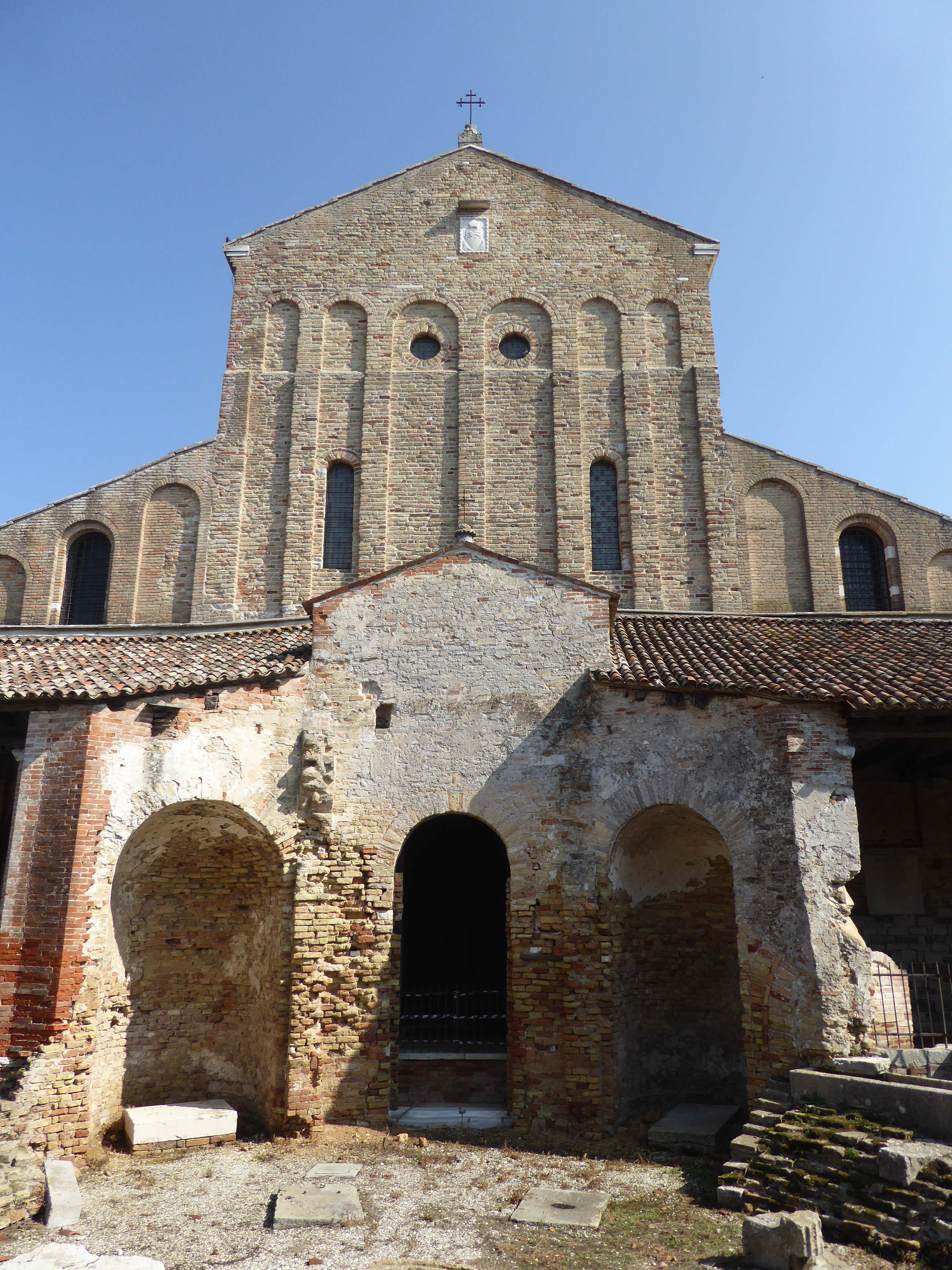
Exteriorul catedralei Torcello, datând din anii respectivi.

Secole: Secolul al X-lea - Secolul al XI-lea - Secolul al XII-lea
Decenii: Anii 960 Anii 970 Anii 980 Anii 990 Anii 1000 - Anii 1010 - Anii 1020 Anii 1030 Anii 1040 Anii 1050 Anii 1060
Ani: 1010 1011 1012 1013 1014 1015 1016 1017 1018 1019